# Ignacio Pfeffferkorn
Ignacio Pfefferkorn (31 de julio de 1726, Mannheim, Colonia Alemania -  Mannheim, Alemania 1798) Fue un sacerdote y misionero jesuita alemán en la Pimería Alta de la Nueva España, en las misiones de Átil, Guevavi y Cucurpe, parte del grupo evangelizador de las Misiones jesuíticas del desierto de Sonora. Fue expulsado junto con sus compañeros de la Nueva España en 1767. Estuvo prisionero en España y de ahí viajó a su natal Alemania.

## Primeros años
Ingreso a la compañía de Jesús el 21 de octubre de 1942 y estudio en diversas ciudades como Tréveris, Dusseldorf, Baren y Coblenza. Años después inició una travesía para llegar al nuevo mundo en su afán por evangelizar, por o que en 1954, viajó a Génova con destino a Cádiz donde estudió español y aprendió técnicas de las experiencias de evangelizadores experimentados que y había estado antes en la Nueva España. 

## La nueva España
Se embarcó en 1755 con destino a nuevo mundo, con otros compañeros, que a la postre se regresó con ellos ante la proceso de expulsión siendo ellos Joseph Och, Michael Gerstner y Bernhard Middendorf. Una vez que legaron a Veracruz, se trasladaron a la Ciudad de México, y de ahí partieron a Sonora. Llegaron a Rayón, y luego a San Ignacio de Cabórica. Middendorf se quedó en Puebla, Och en San Ignacio y Pfefferkorn en el Sáric. La misión de San Marcelo de Xonoydag, fue eliminada como opción ya que Enrique Ruhen había sido martirizado hacia no mucho tiempo en Sonoyta. El éxito obtenido fue menor que el de sus antecesores,   

## Pimería Alta
El padre Ignacio estuvo asignado a la Misión de Templo de San Francisco de Asís (Átil) fundada por Eusebio Francisco Kino, y que había sido destruida y reconstruida, de la cual solo existían sus ruinas. 
Átil fue su lugar de residencia de 1756 habiendo concluido su estancia el 19 de mayo de 1761 para ser transferido a sus 35 años, a la Misión de os Santos Ángeles de Guevavi, vecina de San Xavier del Bac para reemplazar al padre Miguel Gerstner, quien fue enviado a Sáric el 14 de junio de 1761.
El padre Gerstner firmó por última vez el libro de bautismos de Guevavi el 26 de mayo de 1761. Dos días después, el padre Pfefferkorn comenzó a hacer anotaciones. 
Ambos misioneros eran viejos conocidos ya que habían compartido el viaje desde Alemania hasta la Nueva España, habiendo llegado los primeros días de 1755 para iniciar sus ministerios en la Pimería. En su traslado a Guevavi, descansó de su viaje en la Misión de San Ignacio de Cabórica.
El registro menciona las cifras del censo del Padre Lizassoain en su propio informe, llegó a 41 familias (111 personas) para Guevavi; 50 para Calabazas, (116 personas); 38 para Sonoita  (91 personas) y 87 para Tumacácori. (199 personas).
El superior de la compañía e Jesús en la zona Ignacio Lizasoain, visitó a Pfefferkon haciéndole observaciones de correcciones de los procedimientos a realizar en los registros. Se dieron cuenta de que la población y feligresía tenía disminución. José Tienda de Cuervo había conocido cinco años antes al Padre Pfefferkorn y sus compañeros jesuitas cuando desembarcaron.
Ahora y sin querer, el mismo oficial fungía gobernador y capitán general de Sonora, mismo que provocó quitó el freno y provocó toda la furia de los Apache contra la misión fronteriza de la Pimería Alta donde residía Pfefferkorn. Tienda de Cuervo informó al Marqués de Crujillas, San Miguel, el 5 de abril de 1762, 
El padre Keller, que se habría opuesto a esto, pero llevaba ya muerto dos años. El padre Mendoza, había abogado por instalar una misión en San Pedro, pero había muerto el año anterior, víctima de una flecha seri envenenada en la garganta. Así que Tienda del Cuervo escribió la orden militar como Capitán de la zona. El Capitán Elías que estaba en Terrenate cumplió la orden del Gobernador. La noticia de la reducción de Sobaípuri viajó al Virrey. Ahora las misiones, le dijo Cuervo a su superior, podrían defenderse mejor de los ataques de los apaches, cuando el resultado había sido todo lo contrario. En Tucson, el 19 de marzo de 1762, presidió la compilación de un censo de inmigrantes Sobaípuri. El total llegó a 250. Treinta familias Sobaípuri fueron asentadas en Soamca.
Felipe el fuerte gobernador Tohono O´odham falleció y la esabilidad de los indígenas en las misiones, se debilitó por lo que se dispersaron en la zona, bajando la feligresía en las misiones de la zona como eran Guevavi, Tumacácori y San Xavier del Bac. 
El padre Pfefferkorn fue enviado a Sonoita, donde confirmó el sacrificio de su coterráneo alemán el padre Enrique Ruhen. Estuvo unos días evangelizando y bautizando a algunos pápagos. Pfefferkorn pensó que Guevavi sería un poco mejor que Átil, pero no. Era lo mismo.
Tienda del Cuervo y Lizassoain, tomaron decisiones, de las cuales aparentemente no fue con buenos resultados para la permanencia de la feligresía, ya que los ataques de los apaches, provocaban muerte y destrucción y dispersión de fieles.
Garrucho dijo que los padres alemanes no prosperaron en tierra caliente. En lugar de Pfefferkorn envió a un español, Custodio Ximeno. (informe de Garrucho a Reales, del 13 de julio de 1763). El 30 de mayo de 1763 Pfefferkorn cabalgó y fue llevado a Oposura. Allí se recuperó. Fue reasignado a Cucurpe, en diciembre de 1763, donde continuó sirviendo y acumulando material para su libro. Posteriormente comentó que era más agradable el trato y armonioso con los pimas y eudebes de esta región que donde estuvo anteriormente. Estuvo ahí por 4 años ya que legó la orden de expulsión de la Nueva Expaña por la orden de los jesuitas por la orden del Rey Carlos III, para luego enviar a franciscanos y dominicos.  

## La retirada
Recibida la orden de expulsión de los jesuitas en 1767, se reunieron en Mátape, viajaron a Guaymas 5i jesuitas, luego a San Blas, Ciudad de México, Veracruz, La Habana y Cádiz.  Partieron a España desde Veracruz, el 10 de noviembre de 1768. Algunos jesuitas murieron en el trayecto. Llegaron a Cádiz en julio de 1769, para ser puestos prisioneros en conventos, acusados de enriquecimiento. Pfefferkorn fue liberado por gestiones de su hermana en 1977, para luego trasladarse a su patria.

## El registro
La obra escrita más mencionada del padre Pfefferkorn como misionero fue su “Descripción de la Provincia de Sonora”, publicada en Alemania publicada por primera vez en 1795, tres décadas después de que dejara a Guevavi. No escribió sobre sí mismo y relató pocas experiencias personales. Ni una palabra escribió de sus dos años en Guevavi. 
Escribió sobre los detalles de su viaje al Nuevo Mundo con sus compañeros Francisco Hlava, Miguel Gerstner, Bernardo Middendorf y Joseph Och. El Dr. Treutlein, editó el libro en inglés en 1949.

Pfefferkorn en 1794-1795, describe que el uso de agaves fue mucho más extenso que la simple producción de licor destilado llamado bacanora tras la introducción de ese proceso por parte de los españoles. Menciona que los agaves eran utilizados como alimento y medicina, y representaron un importante elemento de supervivencia para grupos indígenas regionales como los Pima, Ópata, Eudebe, Mayo, Yaqui, Seri y Guarijío. Ignacio Pfefferkorn dice:
“Las hojas de mezcal son infalibles contra el escorbuto… No se encuentra mejor remedio para curar las heridas… reforzando el estómago, estimula el apetito y es bueno como digestivo. De sus raíces se destila un aguardiente delicioso, incluso más sabroso que el mejor de los rosolis. También se usa como alimento, de hecho, la mayoría de las personas, particularmente los indios, asan las raíces solo con fines alimentarios; son dulces, nutritivos y tienen la ventaja adicional de conservarse sin deteriorarse durante varias semanas. Por lo tanto, estos pueblos los quieren mucho y, prácticamente, constituyen el alimento básico diario, para los apaches, en cuyo país crece mejor el mezcal que en Sonora”

El padre Pfefferkorn también describe lo siguiente:
"En conjunto, Sonora es una región bendita. Sus cerros y sus valles brillan con minas de oro y plata. [...] La fertilidad del suelo incita a maravillarse. Produce incomparablemente plantas, árboles y cualquier cosa que requiera suelo rico y aire caliente para crecer. Muchas plantas que han sido introducidas de Europa crecen excelentemente allá y podrían prosperar mucho más si hubiera gente que se aplicara a sus cultivos con diligencia y trabajo. En los cerros, así como en los llanos, hay la más excelente pastura; crecen abundantemente los pastos más finos y toda clase de hierbas saludables. Debido a esto Sonora tiene las condiciones más favorables y convenientes para una industria ganadera considerable y por espacio de unos treinta años ha mantenido multitud de animales durante el año entero en sus magníficos pastos.
Para una descripción complementaria a la de Pfefferkorn está el  “Travel Reports” de Joseph Och. así como “Noticia de la Visita General del P. Ignacio Lizasoain Visitador General de las Misiones de esta Prov.  de Nueva España”, editadas también por el Dr. Treutlein y traducidas al español por el Gobierno del Estado de Sonora.